# العربي الصقلي
العربي الصقلي (1938 - 1995)،، هو صحافي مغربي ، يعد الصقلي من أشهر الصحافيين المغاربة، حيث عمل رئيسا للتحرير في الإذاعة المغربية، كما اسهم عام 1973م في تأسيس المعهد العالي للصحافة في الرباط، وكان مديرا للفرع المغربي للاتحاد الدولي للصحافيين وللصحافة الناطقة بالفرنسية. توفي سنة 1995 عن 57 سنة.